# Manzanillo (Kuba)

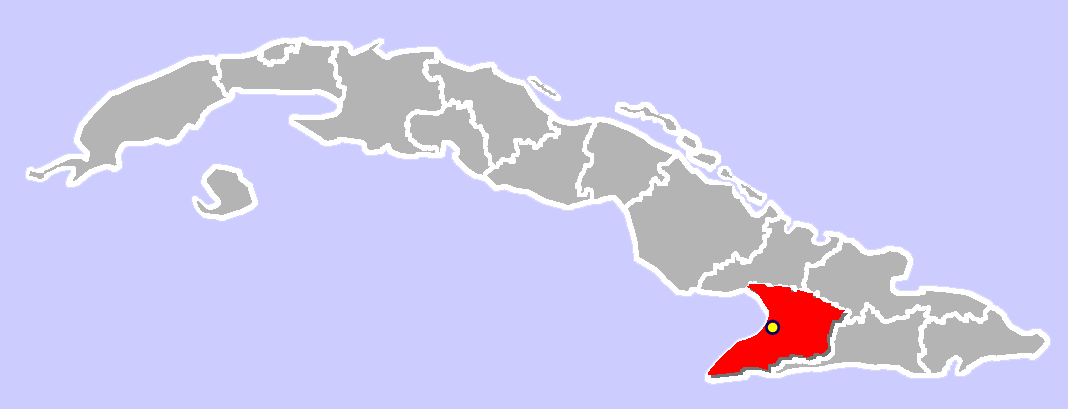
Lage von Manzanillo in Kuba

Manzanillo ist eine Stadt im Osten Kubas in der Provinz Granma.
Der Gemeindebezirk umfasst eine Fläche von 542,5 km² mit 129.257 Einwohnern, davon 104.152 im Stadtgebiet (Zensus 2012). Er ist im Nordwesten am Golf von Guacanayabo und im Osten am Fuß der Sierra Maestra gelegen.

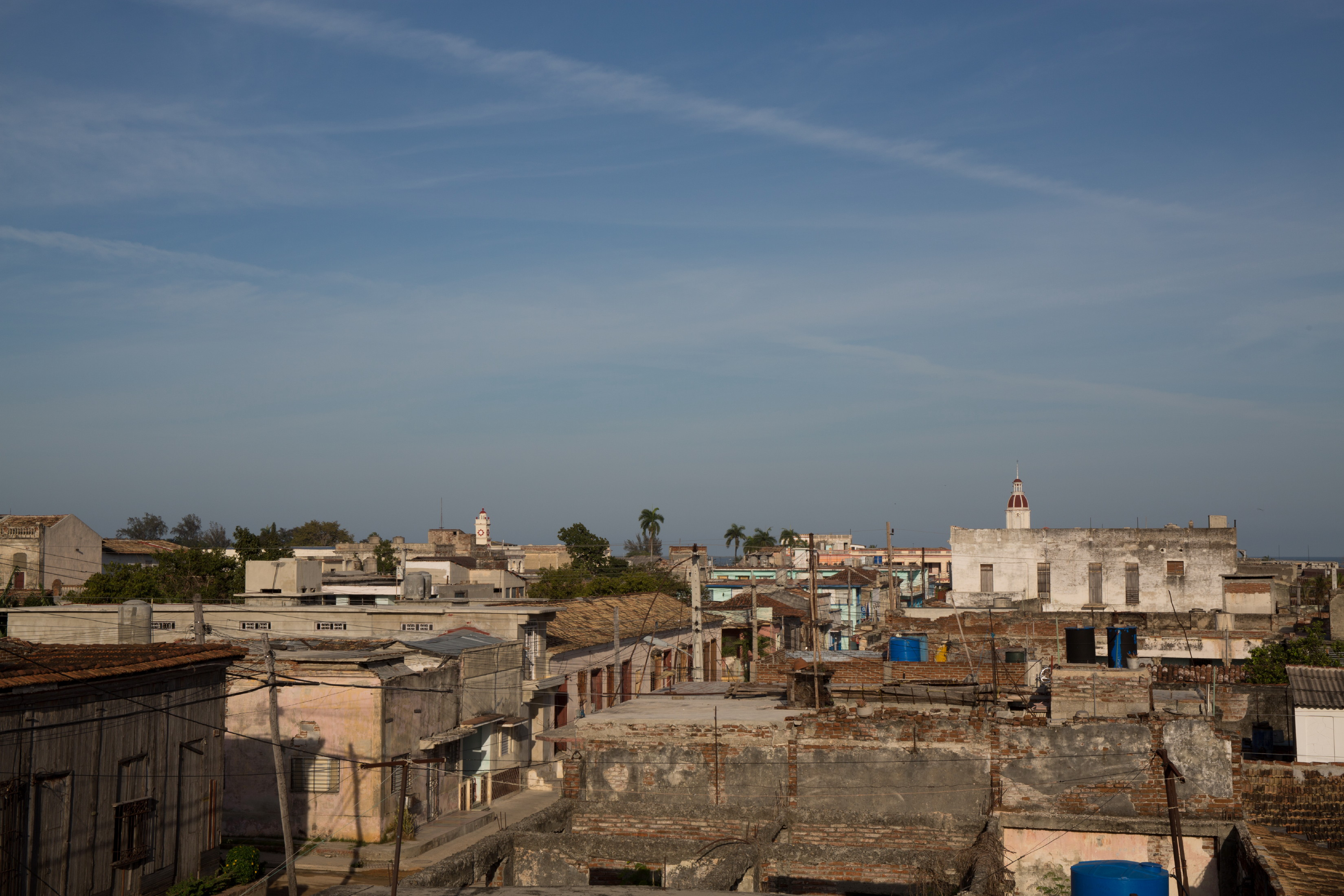
Manzanillo Stadtansicht

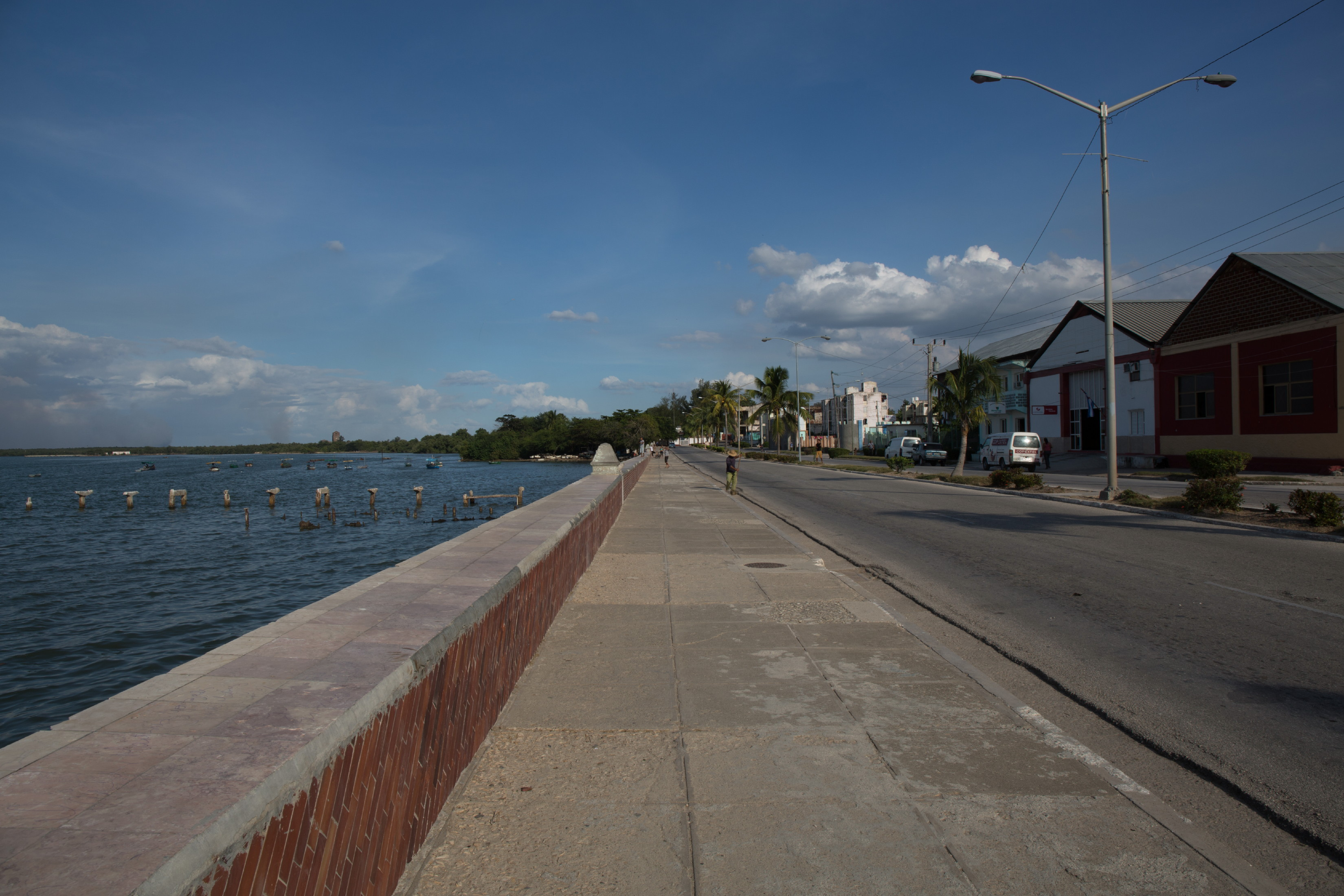
Malecón von Manzanillo

## Töchter und Söhne der Stadt
Zu den Persönlichkeiten, die in Manzanillo geboren wurden oder dort einen wichtigen Teil ihres Lebens verbrachten, gehören:
- Alfredo de Oro (1863–1948), Billardspieler und Weltmeister
- Luis Enrique Aguilar (1926–2008), Historiker und Journalist
- Bartolomé Masó (1830–1907), General im kubanischen Unabhängigkeitskrieg
- Tomás Estrada Palma (1835–1908), erster Präsident der unabhängigen Republik Kuba
- Manuel de Jesús Calvar (1837–1895), General im kubanischen Unabhängigkeitskrieg
- Blas Roca (1908–1987), führender Politiker der Kommunistischen Partei Kubas
- Alberto Socarras (1908–1987), Musiker und Arrangeur
- Carlos Puebla (1917–1989), Musiker und Komponist
- Julio Gutiérrez (1918–1990), Komponist, Dirigent und Pianist
- Huber Matos (1918–2014), Revolutionär und später politischer Gegner Fidel Castros
- Celia Sánchez (1920–1980), Revolutionärin an der Seite Fidel Castros
- Francis Mansour Zayek (1920–2010), maronitischer Erzbischof
- Laura Pollán (1948–2011), Menschenrechtsaktivistin der Damas de Blanco
- Legna Verdecia (* 1972), Judoka
- Yanelis Labrada (* 1981), Taekwondoin